# Rubem Mauro Machado
Rubem Mauro Machado(Porto Alegre, Rio Grande do Sul, 25 de outubro 1941- Rio de Janeiro, Rio de Janeiro, 2 de fevereiro de 2019) foi um jornalista, escritor e tradutor brasileiro.

## Carreira
Começou sua vida profissional no jornal Correio do Povo, de Porto Alegre, trabalhou durante sete anos na imprensa de (estado) São Paulo. Desde 1974 vivia no Rio de Janeiro como integrante das redações dos principais jornais cariocas. 

Participou de diversas antologias de contos, inclusive no exterior, e tem oito livros de ficção publicados. A antologia Jacarés ao Sol (1976) é constituída de contos que transitam do realismo brutal ao alegórico que driblava a censura da época. O romance Lobos (1997) retrata a vida nas redações e nos quartéis durante os anos de chumbo da ditadura militar e foi traduzido na Itália com título Lupi. O executante (2000) reúne três narrativas de suspense e foi finalista do Prêmio Jabuti. Não acreditem em mim - Memórias dos anos dourados (1993), voltado para o público juvenil, fala dos conflitos da juventude dos anos 60 e teve oito edições sucessivas. Com A Idade da Paixão, história de formação de um jovem interiorano que vai para a cidade grande, onde se defronta com as asperezas da vida e descobre o amor e a dor num período de grande turbulência social e política, o autor recebeu o Prêmio Jabuti de melhor romance de 1986.

## Obras
- Jacarés ao Sol (1976)
- Jantar envenenado : contos (1979)
- O inimigo da noite (1982)
- A idade da paixão (1985)
- A carícia da serpente (1988)
- Não acreditem em mim : memórias dos anos dourados (1993)
- Lobos (1997)
- O executante (2000)